# Ukrainische Fußballnationalmannschaft
Die ukrainische Fußballnationalmannschaft (ukrainisch Збірна України з футболу Sbirna Ukrajiny s futbolu) ist die Auswahlmannschaft des ukrainischen Fußballverbandes Ukrajinska Assoziazija Futbolu. Der Spitzname Schowto-blakytni bedeutet auf Deutsch die Gelb-Blauen.

## Geschichte
Der Fußball gilt in der Ukraine als beliebteste Sportart. Die ukrainische Fußballmannschaft entstand nach dem Zerfall der Sowjetunion, in der ukrainische Fußballer und Vereine eine führende Rolle gespielt hatten. Nach 1991 nahmen viele ukrainischstämmige Spieler die russische Staatsbürgerschaft an, weil sie für sich in Russland bessere Karrieremöglichkeiten sahen, darunter Wiktor Onopko, Sergei Juran oder Oleg Salenko, der Torschützenkönig der WM 1994. Aufgrund dieser Entwicklung musste die zu Sowjetzeiten traditionell starke Ukraine in den ersten Existenzjahren ihrer eigenen Nationalmannschaft zunächst einen Mangel an guten Spielern überstehen. Auch gingen alle damaligen Punkte der UdSSR in der UEFA-Fünfjahreswertung und bei der FIFA allein an Russland.
Mit der Zeit wurde die ukrainische Mannschaft stärker, es kamen neue Talente wie Andrij Schewtschenko oder Serhij Rebrow auf, die sich unter der Trainerlegende Walerij Lobanowskyj zu Weltklasse-Fußballern entwickelt haben. Zur Teilnahme an einer Welt- oder Europameisterschaft fehlte jedoch lange das nötige Glück, denn die Mannschaft scheiterte dreimal hintereinander in den Playoffs (gegen Kroatien 1997, gegen Slowenien 1999 und gegen Deutschland 2001).
Nach der verpassten Qualifikation für die Fußball-Europameisterschaft 2004 wurde der ehemalige Fußballer des Jahres Europas Oleh Blochin für den Posten des Nationaltrainers nominiert. Dieser Schritt erwies sich als richtig, denn die Ukraine spielte daran anschließend in einer schwierigen Gruppe eine souveräne Qualifikationsrunde für die Fußball-Weltmeisterschaft 2006 und schaffte am 3. als Gruppenerster erstmals in ihrer Geschichte die Qualifikation für die Endrunde eines großen Turniers, wo sie bis ins Viertelfinale kam. Nachdem sich die Ukraine nicht für die Fußball-Europameisterschaft 2008 qualifizieren konnte, trat Oleh Blochin von seinem Amt als Nationaltrainer zurück, Nachfolger wurde der ehemalige sowjetische Nationalspieler Oleksij Mychajlytschenko. Unter seiner Leitung hat die Ukraine die WM 2010 knapp verpasst, als man abermals in einem Playoff-Spiel verlor, diesmal gegen Griechenland. Für die EM 2012 war die Ukraine als Co-Gastgeber automatisch qualifiziert.

## Teilnahmen an Fußball-Weltmeisterschaften

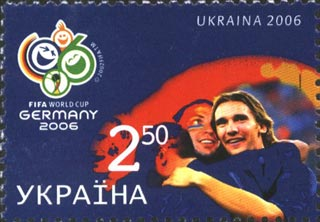
Andrij Schewtschenko auf einer ukrainischen Briefmarke anlässlich der Fußball-Weltmeisterschaft 2006 in Deutschland

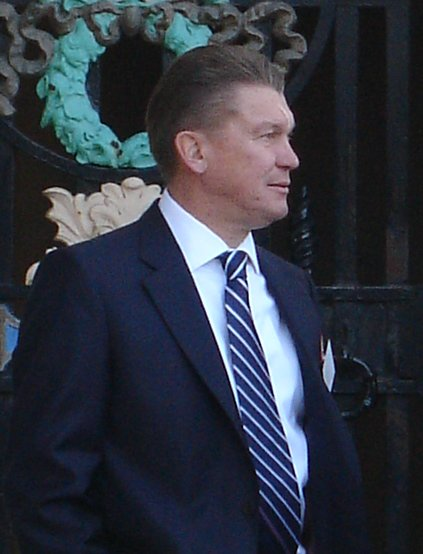
Oleh Blochin, Nationaltrainer bei der ersten WM-Teilnahme 2006

Die Ukraine war von 1930 bis 1990 Teil der Sowjetunion, die von 1958 bis 1990 an der WM teilnahm. Ukrainische Spieler waren in dieser Zeit wichtige Spieler der sowjetischen Nationalmannschaft, z. B. Oleh Blochin, der mit der UdSSR 1982 und 1986 an der WM teilnahm. 1994 spielten mit Sergei Juran, Andrei Kantschelskis, Juri Nikiforow, Viktor Onopko, Wladislaw Ternawski und Ilja Zymbalar noch in der Ukraine geborene Spieler für Russland bei der WM.
| Jahr | Gastgeberland  | Teilnahme bis …    | letzte(r) Gegner | Ergebnis | Trainer      | Bemerkungen und Besonderheiten |
| ---- | -------------- | ------------------ | ---------------- | -------- | ------------ | --- |
| 1994 | USA            | nicht teilgenommen |                  |          |              | zum Zeitpunkt der Qualifikationsauslosung noch kein FIFA-Mitglied |
| 1998 | Frankreich     | nicht qualifiziert |                  |          |              | In den Play-offs der Qualifikation an Kroatien gescheitert, nachdem in der Gruppenphase hinter Deutschland der 2. Platz belegt wurde |
| 2002 | Südkorea/Japan | nicht qualifiziert |                  |          |              | In den Play-offs der Qualifikation an Deutschland gescheitert, nachdem in der Gruppenphase hinter Polen der 2. Platz belegt wurde |
| 2006 | Deutschland    | Viertelfinale      | Italien          | 8.       | Oleh Blochin | Oleksandr Schowkowskyj hält im Elfmeterschießen des Achtelfinales gegen die Schweiz zwei Elfmeter. |
| 2010 | Südafrika      | nicht qualifiziert |                  |          |              | In den Play-offs der Qualifikation an Griechenland gescheitert, nachdem in der Gruppenphase hinter England der 2. Platz belegt wurde |
| 2014 | Brasilien      | nicht qualifiziert |                  |          |              | In der Qualifikation traf die Ukraine auf England, Moldawien, Montenegro, Polen und San Marino. Dabei belegte die Ukraine hinter England den zweiten Platz und traf in den Playoff-Spielen am 15. und 19. November 2013 auf Frankreich. Nach einem 2:0-Sieg im Hinspiel wurde das Rückspiel mit 0:3 verloren und somit die Qualifikation verpasst.                                               |
| 2018 | Russland       | nicht qualifiziert |                  |          |              | In der Qualifikation traf die Ukraine auf Island, Kroatien, Türkei, Finnland und Kosovo. Dabei belegte die Ukraine hinter Island und Kroatien den dritten Platz und verpasste damit die Qualifikation. |
| 2022 | Katar          | nicht qualifiziert |                  |          |              | In der Qualifikation traf die Ukraine auf Frankreich, Finnland, Kasachstan, und Bosnien-Herzegowina. Dabei belegte die Ukraine hinter Frankreich den zweiten Platz und traf in den Playoff-Spielen am 1. und 5. Juni 2022 auf Schottland und Wales. Nach einem 3:1-Sieg im Spiel gegen Schottland ging das zweite Spiel gegen Wales mit 0:1 verloren und somit wurde die Qualifikation verpasst. |

## Teilnahmen an Fußball-Europameisterschaften
Die Ukraine nahm als Teil der UdSSR an den Europameisterschaften 1960 bis 1992 teil. In der 1960er Europameistermannschaft stand mit Wladimir Maslatschenko ein ukrainischer und mit Juri Woinow ein in der Ukraine spielender Spieler. 1972 waren die ukrainischen Spieler Jurij Istomyn, Anatolij Konkow, Eduard Kosynkewytsch, Wolodymyr Onyschtschenko, Wolodymyr Troschkin und der für Kiew spielende Jewgeni Rudakow Mitglied der Vizeeuropameistermannschaft, die vom in der Ukraine geborenen Alexander Ponomarjow trainiert wurde. Auch 1988 stellten mit Anatolij Demjanenko, Hennadij Lytowtschenko, Oleksandr Sawarow, Oleksij Mychajlytschenko, Serhij Baltatscha, Wassili Raz, Ihor Bjelanow, Oleh Protassow und Wiktor Passulko ukrainische Spieler den Großteil des Vizeeuropameisters, trainiert vom Ukrainer Walerij Lobanowskyj. Nach der Auflösung der Sowjetunion in mehrere selbständige Staaten nahm die Ukraine erstmals an der Qualifikation zur EM 1996 teil, konnte sich aber viermal nicht qualifizieren. 1996 standen mit Wiktor Onopko und Igor Dobrowolski in der Ukraine geborene Spieler in der russischen Mannschaft, die in der Vorrunde ausschied. Dobrowolski hatte zuvor bei der EM 1992 im Spiel gegen Deutschland das letzte Tor für die GUS erzielt. 2012 war die Ukraine zusammen mit Polen Gastgeber der EM und nahm damit erstmals teil. 2016 gelang nach Aufstockung der Teilnehmerzahl von 16 auf 24 erstmals die spielerische Qualifikation.
| Jahr | Gastgeberland           | Teilnahme bis …    | Letzte(r) Gegner               | Bemerkungen und Besonderheiten |
| ---- | ----------------------- | ------------------ | ------------------------------ | --- |
| 1996 | England                 | nicht qualifiziert |                                | In der Qualifikation an Kroatien und Vizeweltmeister Italien gescheitert. |
| 2000 | Niederlande und Belgien | nicht qualifiziert |                                | In den Relegationsspielen an Slowenien gescheitert. |
| 2004 | Portugal                | nicht qualifiziert |                                | In der Qualifikation am späteren Europameister Griechenland und Spanien gescheitert. |
| 2008 | Österreich und Schweiz  | nicht qualifiziert |                                | In der Qualifikation an den Finalisten der WM 2006 Frankreich und Italien gescheitert. |
| 2012 | Polen und Ukraine       | Vorrunde           | Schweden, Frankreich, England  | Nach einem Auftaktsieg gegen Schweden wurden die beiden anderen Spiele verloren, so dass die Ukraine als Gruppendritter ausschied. |
| 2016 | Frankreich              | Vorrunde           | Deutschland, Nordirland, Polen | Die Ukraine verlor alle drei Gruppenspiele und schied, als einzige Mannschaft im Turnier punkt- und torlos, als Gruppenletzter aus. |
| 2021 | Europa                  | Viertelfinale      | England                        | Nach einer Niederlage gegen die Niederlande, einem Sieg gegen Nordmazedonien und einer Niederlage gegen Österreich qualifizierte sich die Ukraine als Gruppendritter für das Achtelfinale, in dem sie gegen Schweden gewinnen konnten. Im Viertelfinale schied die Ukraine gegen England aus. |
| 2024 | Deutschland             | Vorrunde           | Rumänien, Slowakei, Belgien    | In der Qualifikation traf die Ukraine auf England, Nordmazedonien, Malta und Italien. Als Gruppendritter wurde die direkte Qualifikation verpasst. In den Play-Offs traf die Ukraine auf Bosnien-Herzegowina und Island und qualifizierte sich für die EM 2024. Nach einer Niederlage gegen Rumänien, einem Sieg gegen die Slowakei und einem Remis gegen Belgien endete die EM für die Ukraine trotz 4 Punkten als Gruppenletzter in der Vorrunde. |

## UEFA Nations League
- 2018/19: Liga B, 1. Platz mit 3 Siegen und 1 Niederlage
- 2020/21: Liga A, 4. Platz mit 2 Siegen und 4 Niederlagen (davon eine Niederlage am grünen Tisch, da die Mannschaft wegen mehrerer positiver COVID-19-Tests nicht antreten konnte)
- 2022/23: Liga B, 2. Platz mit 3 Siegen, 2 Remis und 1 Niederlage
- 2024/25: Liga B,  2. Platz mit je 2 Siegen, Remis und Niederlagen; Relegation um den Aufstieg in Liga B gegen Belgien verloren (3:1 und 0:3)

## Rekordspieler

### Einsätze (Top 12)
Da sich Anatolij Tymoschtschuk nach dem völkerrechtswidrigen Überfall Russlands auf die Ukraine nicht vom Krieg distanzierte, strich ihn der ukrainische Verband aus der Liste der Rekordnationalspieler und führte zunächst Andrij Schewtschenko und nun Andrij Jarmolenko als Rekordnationalspieler.

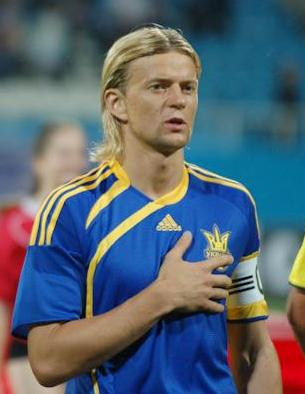
Rekordnationalspieler Anatolij Tymoschtschuk bei seinem 100. Länderspieleinsatz

| Rang                 | Name                   | Einsätze | Zeitraum  |
| -------------------- | ---------------------- | -------- | --------- |
| 01.                  | Anatolij Tymoschtschuk | 144      | 2000–2016 |
| 02.                  | Andrij Jarmolenko      | 125      | 2009–0000 |
| 03.                  | Andrij Schewtschenko   | 111      | 1995–2012 |
| 04.                  | Andrij Pjatow          | 102      | 2007–2022 |
| 05.                  | Ruslan Rotan           | 100      | 2003–2018 |
| 06.                  | Oleh Hussjew           | 098      | 2003–2016 |
| 07.                  | Oleksandr Schowkowskyj | 092      | 1994–2012 |
| 08.                  | Jewhen Konopljanka     | 087      | 2010–0000 |
| 08.                  | Taras Stepanenko       | 087      | 2010–0000 |
| 10.                  | Mykola Matwijenko      | 076      | 2017–     |
| 11.                  | Serhij Rebrow          | 075      | 1992–2006 |
| 12.                  | Andrij Woronin         | 074      | 2002–2012 |
| Stand: 23. März 2025 |                        |          |           |

### Tore (Top 12)

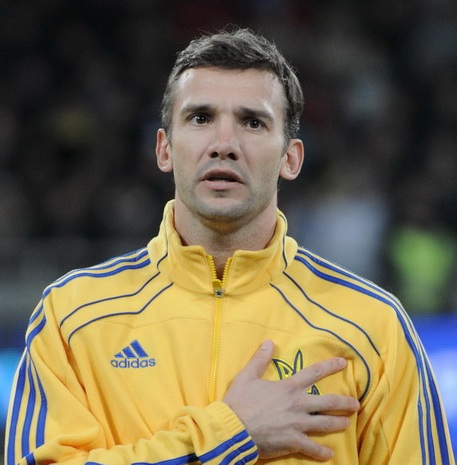
Rekordtorschütze Andrij Schewtschenko

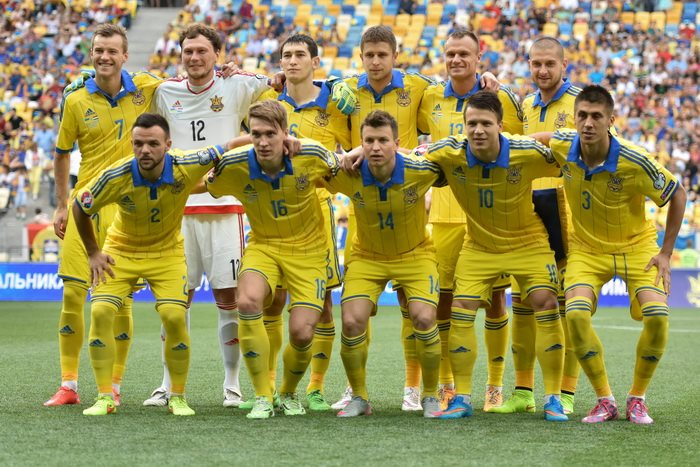
Nationalelf im Juni 2015

| Rang                 | Name                  | Tore | Einsätze | Zeitraum  |
| -------------------- | --------------------- | ---- | -------- | --------- |
| 01.                  | Andrij Schewtschenko  | 48   | 111      | 1995–2012 |
| 02.                  | Andrij Jarmolenko     | 46   | 125      | 2009–0000 |
| 03.                  | Jewhen Konopljanka    | 21   | 87       | 2010–0000 |
| 04.                  | Roman Jaremtschuk     | 17   | 61       | 2018–0000 |
| 05.                  | Serhij Rebrow         | 15   | 75       | 1992–2006 |
| 06.                  | Wiktor Zyhankow       | 13   | 59       | 2016–0000 |
| 06.                  | Oleh Hussjew          | 13   | 98       | 2003–2016 |
| 08.                  | Serhij Nasarenko      | 12   | 56       | 2003–2012 |
| 09.                  | Artem Dowbyk          | 11   | 36       | 2021–0000 |
| 09.                  | Jewhen Selesnjow      | 11   | 58       | 2008–2018 |
| 11                   | Oleksandr Sintschenko | 10   | 71       | 2015–0000 |
| 12                   | Andrij Worobej        | 9    | 68       | 2000–2008 |
| 12                   | Andrij Hussin         | 9    | 71       | 1993–2006 |
| Stand: 23. März 2025 |                       |      |          |           |

## Kader
Die folgenden 26 Spieler wurden von Trainer Serhij Rebrow am 16. Mai 2024 in den Ukrainischen Kader für die Fußball-Europameisterschaft 2024 berufen.
- Stand der Leistungsdaten: 26. Juni 2024 (nach dem Spiel gegen Belgien)

| Name                    | Geburtstag | Spiele | Tore | Verein               | Debüt             | Letzter Einsatz |
| Tor                     | Tor        | Tor    | Tor  | Tor                  | Tor               | Tor             |
| ----------------------- | ---------- | ------ | ---- | -------------------- | ----------------- | --------------- |
| Heorhij Buschtschan     | 31.05.1994 | 018    | 0    | Dynamo Kiew          | 7. Oktober 2020   | 7. Juni 2024    |
| Andrij Lunin            | 11.02.1999 | 013    | 0    | Real Madrid          | 23. März 2018     | 17. Juni 2024   |
| Anatolij Trubin         | 01.08.2001 | 013    | 0    | Benfica Lissabon     | 31. März 2021     | 26. Juni 2024   |
| Abwehr                  |            |        |      |                      |                   |                 |
| Walerij Bondar          | 27.02.1999 | 004    | 0    | Schachtar Donezk     | 11. November 2020 | 7. Juni 2024    |
| Juchym Konoplja         | 26.08.1999 | 015    | 01   | Schachtar Donezk     | 7. Oktober 2020   | 17. Juni 2024   |
| Mykola Matwijenko       | 02.05.1996 | 068    | 0    | Schachtar Donezk     | 24. März 2017     | 26. Juni 2024   |
| Bohdan Mychajlitschenko | 21.03.1997 | 008    | 0    | FC Polissya Zhytomyr | 3. September 2020 | 7. Juni 2024    |
| Witalij Mykolenko       | 29.05.1999 | 042    | 01   | FC Everton           | 20. November 2018 | 26. Juni 2024   |
| Illja Sabarnyj          | 01.09.2002 | 039    | 01   | AFC Bournemouth      | 7. Oktober 2020   | 26. Juni 2024   |
| Oleksandr Swatok        | 27.11.1994 | 007    | 0    | SK Dnipro-1          | 26. März 2023     | 26. Juni 2024   |
| Maksym Talowjerow       | 28.06.2000 | 004    | 0    | LASK                 | 21. März 2024     | 21. Juni 2024   |
| Oleksandr Tymtschyk     | 20.01.1997 | 019    | 01   | Dynamo Kiew          | 3. September 2020 | 26. Juni 2024   |
| Mittelfeld              |            |        |      |                      |                   |                 |
| Wolodymyr Braschko      | 23.01.2002 | 007    | 0    | Dynamo Kiew          | 21. März 2024     | 26. Juni 2024   |
| Andrij Jarmolenko       | 23.10.1989 | 122    | 46   | Dynamo Kiew          | 5. September 2009 | 26. Juni 2024   |
| Ruslan Malinowskyj      | 04.05.1993 | 064    | 07   | CFC Genua            | 31. März 2015     | 26. Juni 2024   |
| Mychajlo Mudryk         | 05.01.2001 | 023    | 2    | FC Chelsea           | 1. Juni 2022      | 21. Juni 2024   |
| Mykola Schaparenko      | 04.10.1998 | 034    | 2    | Dynamo Kiew          | 31. Mai 2018      | 26. Juni 2024   |
| Oleksandr Sintschenko   | 15.12.1996 | 066    | 09   | FC Arsenal           | 12. Oktober 2015  | 26. Juni 2024   |
| Taras Stepanenko        | 08.08.1989 | 085    | 04   | Schachtar Donezk     | 17. November 2010 | 26. Juni 2024   |
| Oleksandr Subkow        | 03.08.1996 | 034    | 02   | Schachtar Donezk     | 7. Oktober 2020   | 21. Juni 2024   |
| Heorhij Sudakow         | 01.09.2002 | 020    | 02   | Schachtar Donezk     | 23. Mai 2021      | 26. Juni 2024   |
| Serhij Sydortschuk      | 02.05.1991 | 062    | 03   | KVC Westerlo         | 9. Oktober 2014   | 21. Juni 2024   |
| Wiktor Zyhankow         | 15.11.1997 | 055    | 13   | FC Girona            | 12. November 2016 | 17. Juni 2024   |
| Sturm                   |            |        |      |                      |                   |                 |
| Artem Dowbyk            | 21.06.1997 | 031    | 10   | FC Girona            | 31. März 2021     | 26. Juni 2024   |
| Roman Jaremtschuk       | 25.10.1998 | 053    | 16   | FC Valencia          | 6. September 2018 | 26. Juni 2024   |
| Wladyslaw Wanat         | 04.01.2002 | 007    | 0    | Dynamo Kiew          | 12. Juni 2023     | 26. Juni 2024   |

## Trainer
- Viktor Prokopenko (1992)
- Mykola Pawlow +  Leonid Tkatschenko (1992) 1
- Oleh Basylewytsch (1993–1994)
- Mykola Pawlow (1994) 1
- József Szabó (1994) 1
- Anatolij Konkow (1995)
- József Szabó (1996–1999)
- Walerij Lobanowskyj (2000–2001)
- Leonid Burjak (2002–2003)
- Oleh Blochin (2003–2007)
- Oleksij Mychajlytschenko (2008–2009)
- Myron Markewytsch (2010)
- Jurij Kalytwynzew (2010–2011) 1
- Oleh Blochin (2011–2012)
- Andrij Bal (2012) 1
- Oleksandr Sawarow (2012) 1
- Mychajlo Fomenko (2013–2016)
- Andrij Schewtschenko (2016–2021)
- Oleksandr Petrakow (2021) 1
- Oleksandr Petrakow (2022)
- Ruslan Rotan (2023) 1
- Serhij Rebrow (2023–)

## Spiele gegen deutschsprachige Nationalmannschaften

### Spiele gegen Deutschland
(Ergebnisse stets aus ukrainischer Sicht)
| Datum             | Ort                       | Ergebnis | Anlass                                     |
| ----------------- | ------------------------- | -------- | ------------------------------------------ |
| 30. April 1997    | Bremen                    | 0:2      | WM-Qualifikation                           |
| 7. Juni 1997      | Kiew                      | 0:0      | WM-Qualifikation                           |
| 10. November 2001 | Kiew                      | 1:1      | WM-Qualifikation                           |
| 14. November 2001 | Dortmund                  | 1:4      | WM-Qualifikation                           |
| 11. November 2011 | Kiew                      | 3:3      | Freundschaftsspiel                         |
| 12. Juni 2016     | Villeneuve-d’Ascq (Lille) | 0:2      | EM-Gruppenspiel                            |
| 10. Oktober 2020  | Kiew                      | 1:2      | UEFA Nations League 2020/21                |
| 14. November 2020 | Leipzig                   | 1:3      | UEFA Nations League 2020/21                |
| 12. Juni 2023     | Bremen                    | 3:3      | 1000. Länderspiel der deutschen Mannschaft |
| 3. Juni 2024      | Nürnberg                  | 0:0      | Freundschaftsspiel                         |

### Spiele gegen Österreich
(Ergebnisse stets aus ukrainischer Sicht)
| Datum             | Ort       | Ergebnis | Anlass             |
| ----------------- | --------- | -------- | ------------------ |
| 15. November 2011 | Lwiw      | 2:1      | Freundschaftsspiel |
| 1. Juni 2012      | Innsbruck | 2:3      | Freundschaftsspiel |
| 21. Juni 2021     | Bukarest  | 0:1      | EM-Gruppenspiel    |

### Spiele gegen die Schweiz
(Ergebnisse stets aus ukrainischer Sicht)
| Datum             | Ort    | Ergebnis        | Anlass                      |
| ----------------- | ------ | --------------- | --------------------------- |
| 26. Juni 2006     | Köln   | 3:0 n. E.       | WM-Achtelfinale             |
| 17. November 2010 | Lancy  | 2:2             | Freundschaftsspiel          |
| 3. September 2020 | Lwiw   | 2:1             | UEFA Nations League 2020/21 |
| 17. November 2020 | Luzern | 0:3 (Wertung) 1 | UEFA Nations League 2020/21 |

### Spiele gegen Liechtenstein
Bisher keine Begegnungen

### Spiele gegen Luxemburg
(Ergebnisse stets aus ukrainischer Sicht)
| Datum             | Ort       | Ergebnis | Anlass             |
| ----------------- | --------- | -------- | ------------------ |
| 8. Juni 2006      | Luxemburg | 3:0      | Freundschaftsspiel |
| 15. November 2014 | Luxemburg | 3:0      | EM-Qualifikation   |
| 14. Juni 2015     | Lwiw      | 3:0      | EM-Qualifikation   |
| 25. März 2019     | Luxemburg | 2:1      | EM-Qualifikation   |
| 10. Juni 2019     | Charkiw   | 1:0      | EM-Qualifikation   |